# Terpinylacetat
Terpinylacetat ist eine chemische Verbindung aus der Gruppe der Ester des Terpineols.

## Vorkommen
Terpinylacetat kommt vorwiegend in der α-, aber auch in der δ-Form natürlich in ätherischen Ölen. Dazu gehören die von verschiedenen Eucalyptus-Arten inklusive Blauer Eucalyptus (Eucalyptus globulus) und E. citriodora vor. Im Karribaum (E. diversicolor) ist es mit bis zu 46 % sogar die Hauptkomponente. Weiterhin kommt es in den ätherischen Ölen von Zypressen, Grünem Kardamom (Elettaria cardamomum), Basilikum (Ocimum basilicum), Sibirischer Zirbelkiefer, Pfeffer (Piper nigrum), Perilla (Perilla frutescens), Salbei (Salvia officinalis), Thymian (Thymus longicaulis), Lorbeer (Laurus nobilis, Umbellularia californica), Pinien und weiteren vor.

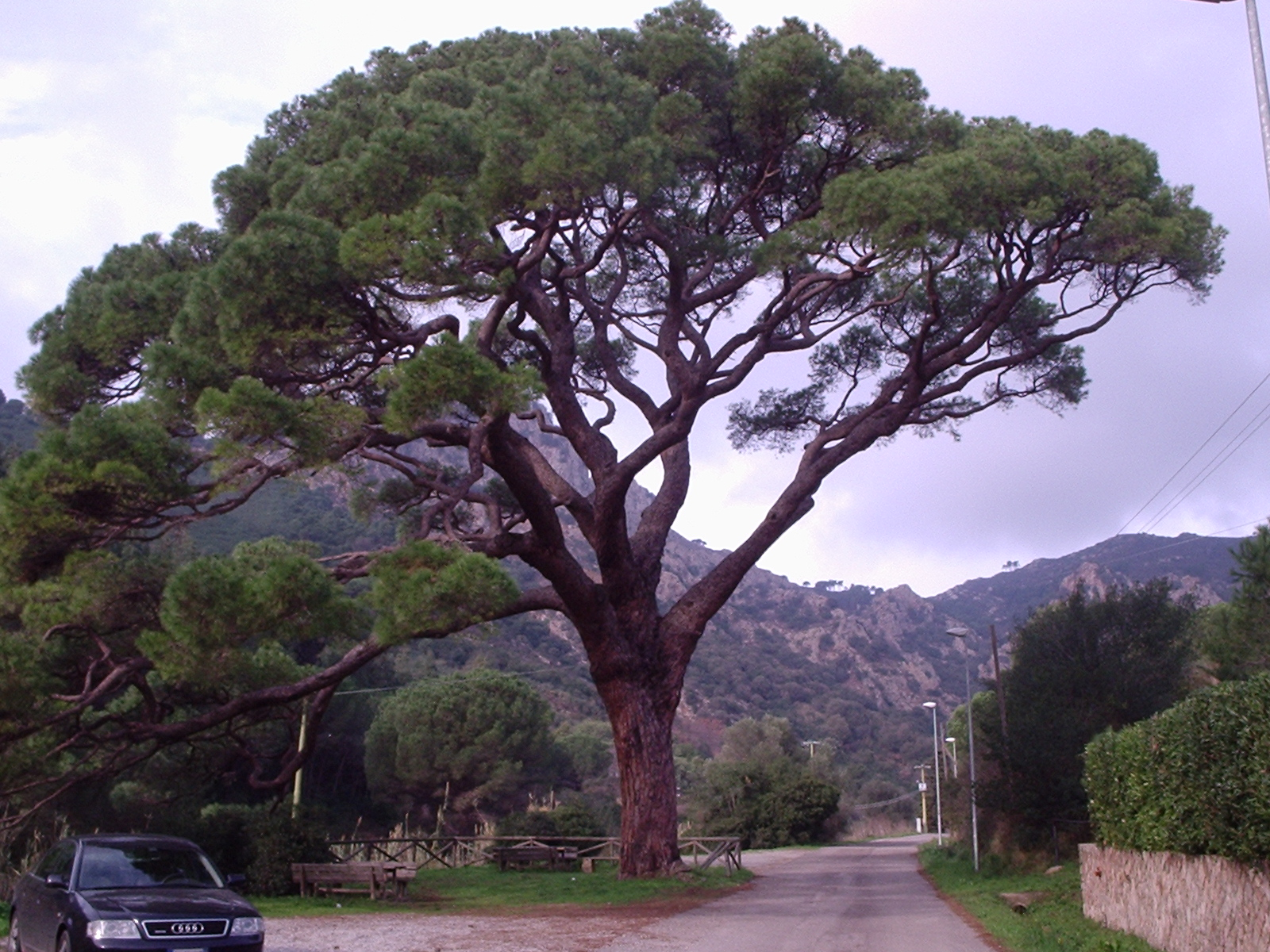
Pinie
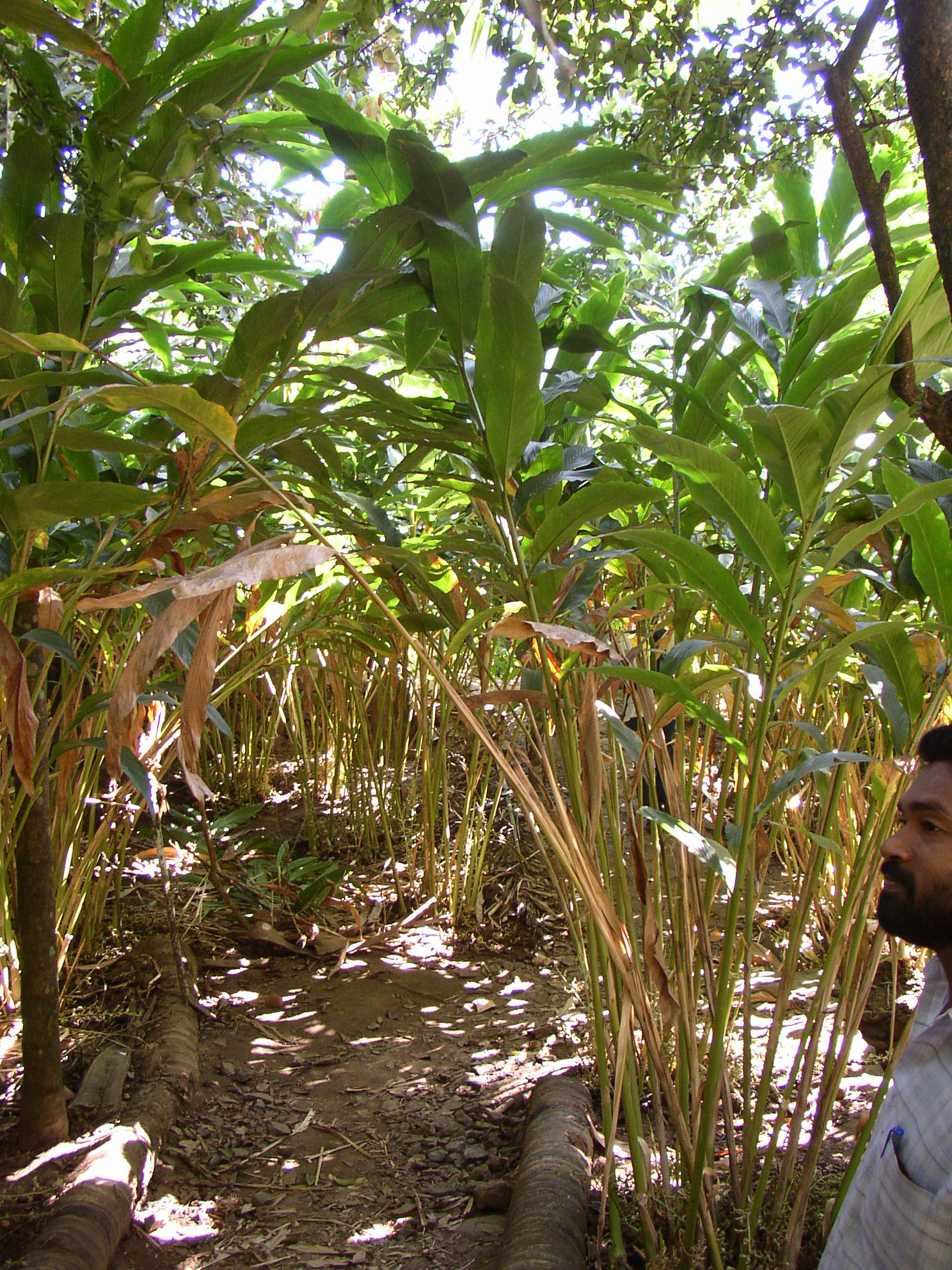
Kardamom
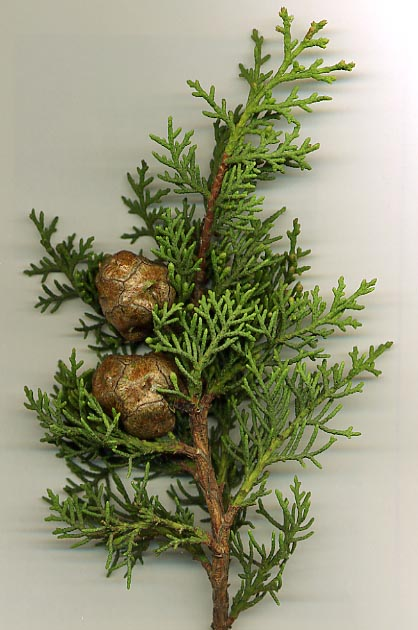
Zypresse
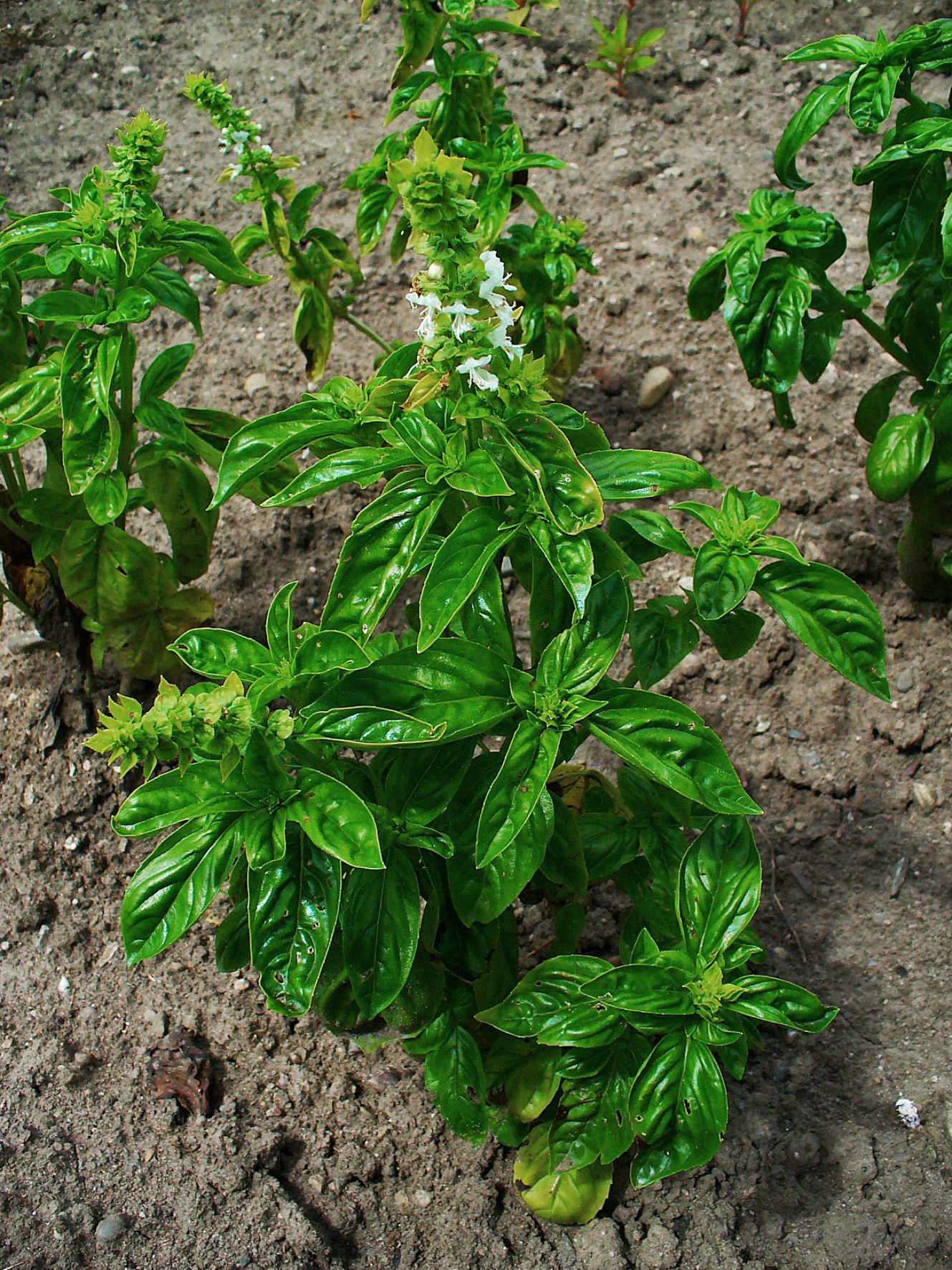
Basilikum
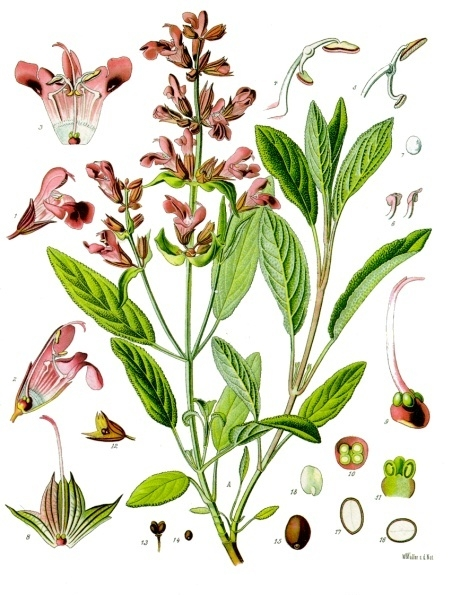
Salbei
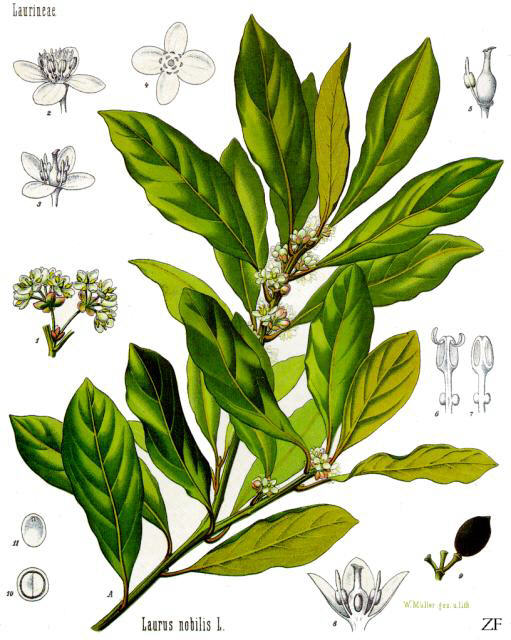
Lorbeer

## Gewinnung und Darstellung
Terpinylacetat kann durch Acetylierung von Terpineol oder gemischten isomeren Terpineolen unter Verwendung von Essigsäureanhydrid und wasserfreiem Natriumacetat gewonnen werden. Es kann auch aus 1,8-Cineol hergestellt werden. Die Verbindung wurde erstmals 1888 synthetisiert.

## Eigenschaften
Terpinylacetat ist eine farblose Flüssigkeit mit charakteristischem Geruch, die in ätherischen Ölen und den meisten organischen Lösungsmitteln löslich ist.

## Isomerie
Das hauptsächlich in der Natur vorkommende α-Terpinylacetat ist eine chirale Verbindung mit einem Stereozentrum. Folglich existieren die zwei enantiomeren Formen (R)-α-Terpinylacetat und (S)-α-Terpinylacetat.
| Stereoisomere von α-Terpinylacetat |                      |                      |
| Name                               | (R)-α-Terpinylacetat | (S)-α-Terpinylacetat |
| Andere Namen                       | (+)-α-Terpinylacetat | (−)-α-Terpinylacetat |
| Strukturformel                     |                      |                      |
| CAS-Nummer                         | 7785-54-8            | 58206-95-4           |
| CAS-Nummer                         | 80-26-2 (unspez.)    |                      |
| PubChem                            | 11469649             | 93317                |
| PubChem                            | 111037 (unspez.)     |                      |
| Wikidata                           | Q27289621            | Q27259234            |
| Wikidata                           | Q4456134 (unspez.)   |                      |

Das β-Terpinylacetat ist ebenfalls ein Isomer, welches in der cis- und trans-Form vorliegt:
| β-Terpinylacetat und Isomere |                  |                      |                        |
| Name                         | β-Terpinylacetat | cis-β-Terpinylacetat | trans-β-Terpinylacetat |
| Strukturformel               |                  |                      |                        |
| CAS-Nummer                   | 10198-23-9       | 20777-47-3           | 59632-85-8             |
| PubChem                      | 88693            | –                    | –                      |
| Wikidata                     | Q27114875        | Q27262888            | Q27281706              |

Weitere Isomere sind das γ- und das δ-Terpinylacetat:
| γ- und δ-Terpinylacetat |                  |                  |
| Name                    | γ-Terpinylacetat | δ-Terpinylacetat |
| Strukturformel          |                  |                  |
| CAS-Nummer              | 10235-63-9       | 93836-50-1       |
| PubChem                 | 82480            | –                |
| Wikidata                | Q27114893        | –                |

## Verwendung
Terpinylacetat wird als Geruchsstoff (Lavendel und Bergamotte-Typ) und als Zwischenprodukt zur Herstellung von Carvon verwendet. In der EU ist es unter der FL-Nummer 09.015 als Aromastoff für Lebensmittel zugelassen.